# Хидроелектрана Бочац
Хидроелектрана Бочац је прибранско постројење које се налази на ријеци Врбас између градова Јајце, Бања Лука и Мркоњић Град, низводно од хидроелектране Јајце II. Изградња постројења је започета 1975, а званично је отворено 5. децембра 1981. године. Електрана користи 16,2% хидропотенцијала ријеке и годишње производи око 307,5 GWh електричне енергије (углавном за потребе бањалучке регије).
Хидроелектрана има бетонску лучну брану двоструке закривљености, чија укупна дужина износи 221,38 m и висина 66 m (286 метара надморске висине круне бране). Укупна запремина акумулационог језера износи 52,1 , од чега 42,9  представља тзв. корисну акумулацију. Вода се доводи до две Францисове вертикалне турбине преко два цјевовода пречника 5,5 m и бруто пад од 54 м. У машинској згради поред бране су смјештена два агрегата (активне снаге по 55 MW), два блок трансформатора (10,5/121 KV — 65 MVA) и мрежни трансформатор (110/35 KV — 20MVA), док се на крову налази остатак опреме (110 KV).